# Бриновшчица
Бриновшчица (словен. Brinovščica) је насељено место у општини Рибница, регија Југоисточна Словенија, Словенија.

## Историја
До територијалне реорганизације у Словенији била је у саставу старе општине Рибница.

## Становништво
У попису становништва из 2011. године, Бриновшчица је имала 17 становника.
| Број становника према пописима | Број становника према пописима | Број становника према пописима |
| ------------------------------ | ------------------------------ | ------------------------------ |
| 1991                           | 2002                           | 2011                           |
| 17                             | 17                             | 17                             |